# Eroica (film)
Eroica. Symfonia bohaterska w dwóch częściach – czarno-biały polski film wojenny z 1957 roku w reżyserii Andrzeja Munka, zrealizowany w Zespole Filmowym „Kadr”. Jego premiera odbyła się 4 stycznia 1958 roku.
Film składa się z dwóch 40-minutowych nowel: Scherzo alla polacca oraz Ostinato – lugubre. Trzecia zrealizowana nowela Con bravura nie weszła do filmu, gdyż reżyser uznał, że nie odpowiada artystycznie dwóm pozostałym. Obecne w filmie historie oparte są na opowiadaniach Węgrzy oraz Ucieczka Jerzego Stefana Stawińskiego, który jest również autorem scenariusza. Pierwsza część mówi o działaniach Dzidziusia Górkiewicza podczas powstania warszawskiego, który podejmuje się roli łącznika w mediacji nad połączeniem sił polskich i węgierskiego oddziału zatrzymanego przez Polaków pod Warszawą. Druga pokazuje polskich oficerów w niemieckim oflagu, którzy kultywują mit legendarnego już uciekiniera z obozu, porucznika Zawistowskiego.
Wycofawszy się z realizacji Kanału według noweli Stawińskiego, Munk zdecydował się nakręcić utrzymany w lżejszej tonacji film na podstawie scenariusza przygotowanego przez tego samego literata. Operatorem zdjęć był Jerzy Wójcik, który wykorzystał w trakcie kręcenia filmu nowoczesny sprzęt umożliwiający posłużenie się głębią ostrości. Za scenografię do Eroiki odpowiadał Jan Grandys.
Eroica w momencie premiery wzbudziła burzliwą reakcję krytyki filmowej. Postać defetysty Dzidziusia Górkiewicza oraz małostkowość polskich jeńców stały się pretekstem dla oskarżeń wobec reżysera o kwestionowanie bohaterstwa Polaków podczas II wojny światowej. Jednakże nie podważano na ogół warsztatu i strony estetycznej filmu, a z upływem czasu Eroica została uznana za jedno z najważniejszych dzieł polskiej szkoły filmowej, a także za odpowiedź reżysera na Kanał Andrzeja Wajdy. Film Munka został uhonorowany nagrodą FIPRESCI oraz Grand Prix dla najlepszego filmu na Międzynarodowym Festiwalu Filmowym w Mar del Plata.

## Fabuła
Obie włączone do filmu nowele mówią o ostatnich latach II wojny światowej, tematycznie wiążąc się z upadkiem powstania warszawskiego. Przedstawione wydarzenia ukazane są chronologicznie (pierwsza nowela to krytyczny obraz powstania, druga – obóz, do którego przybywają internowani polscy oficerowie, uczestnicy powstańczych walk) oraz logicznie (najpierw heroiczna, skazana na klęskę walka, potem jej konsekwencja – niewola w niemieckim oflagu). Odrzucona przez reżysera nowela Con bravura, która miała być pierwszą przedstawioną w filmie, relacjonuje losy konspiratorki przebranej za zakonnicę, która przedziera się z Generalnego Gubernatorstwa przez Tatry na Węgry.

### Nowela I:Scherzo alla polacca
Trwa powstanie warszawskie. Dzidziuś Górkiewicz, stołeczny cwaniak, który dorobił się na wojnie, bierze udział w szkoleniu cywilnych ochotników do walki. Jego oddział o mało nie zostaje rozbity podczas ćwiczeń musztry przez atak niemieckiego samolotu. Widząc bezsens prowadzonego szkolenia, Górkiewicz postanawia zdezerterować i opuścić stolicę. Ucieka do domu do podwarszawskiego Zalesia, gdzie mieszka wraz z żoną Zosią. Zastaje ją flirtującą z oficerem Istvanem Kolyą. Węgrzy oferują pomoc powstańcom; Górkiewicz widzi w tym szansę dla Warszawy i, choć nigdy nie działał w konspiracji, przynosi do sztabu komendanta Mokotowa ich ofertę. Następnie wraz grupą uchodźców i przydzielonym mu majorem Grzmotem ponownie opuszcza miasto, aby dostarczyć do węgierskiego oddziału odpowiedź. Węgrzy rozpoczynają za pośrednictwem Górkiewicza negocjacje: chcą przyłączyć się do Polaków i przekazać im działka przeciwlotnicze, jednak pod warunkiem uznania węgierskiego oddziału przez Armię Czerwoną za sprzymierzeńców. Major Grzmot ma kontuzjowaną długim marszem nogę i nie może wracać do Warszawy. Musi pozostać w Zalesiu. Górkiewicz sam powraca z propozycją Węgrów do stolicy; po drodze wykupuje się pilnującym wstępu do miasta Niemcom, jednak zostaje zatrzymany i uwięziony przez oddział powstańczy. Wypuszczony dopiero po kilku godzinach, trafia ponownie ze swoim posłannictwem do mokotowskiego komendanta. Otrzymuje zaszyfrowaną wiadomość zwrotną. Przed powrotem spędza zakrapianą znaleźnym winem noc ze swoją przyjaciółką, telefonistką AK o pseudonimie „Jagódka”. Rano pijany rusza za miasto, jedynie szczęśliwym trafem unikając śmierci w ogniu walki, jaka rozgorzała w stolicy. Do domu dowozi go pijanego zatrudniony furman. W Zalesiu szyfr zostaje odczytany, okazuje się, że Dzidziuś narażał się i spieszył na darmo: mokotowski komendant odrzuca ofertę Węgrów. Oddział odjeżdża, Zosia czule żegna się z Istvanem. Dzidziuś, mimo dotychczasowych rozczarowań powstaniem, widząc, że major Grzmot wraca na Mokotów, postanawia do niego dołączyć.
Fabułą opowieść ta nawiązuje do rzeczywistego epizodu z historii: w sierpniu 1944 powstańcy wzięli do niewoli dwóch oficerów współpracującej z Niemcami armii węgierskiej. Węgrzy prowadzili negocjacje z dowództwem sztabu mokotowskiego, obiecując Polakom broń w zamian za gwarancje bezpieczeństwa, gdy wkroczy Armia Czerwona. Negocjacje zakończyły się fiaskiem .

### Nowela II:Ostinato – lugubre

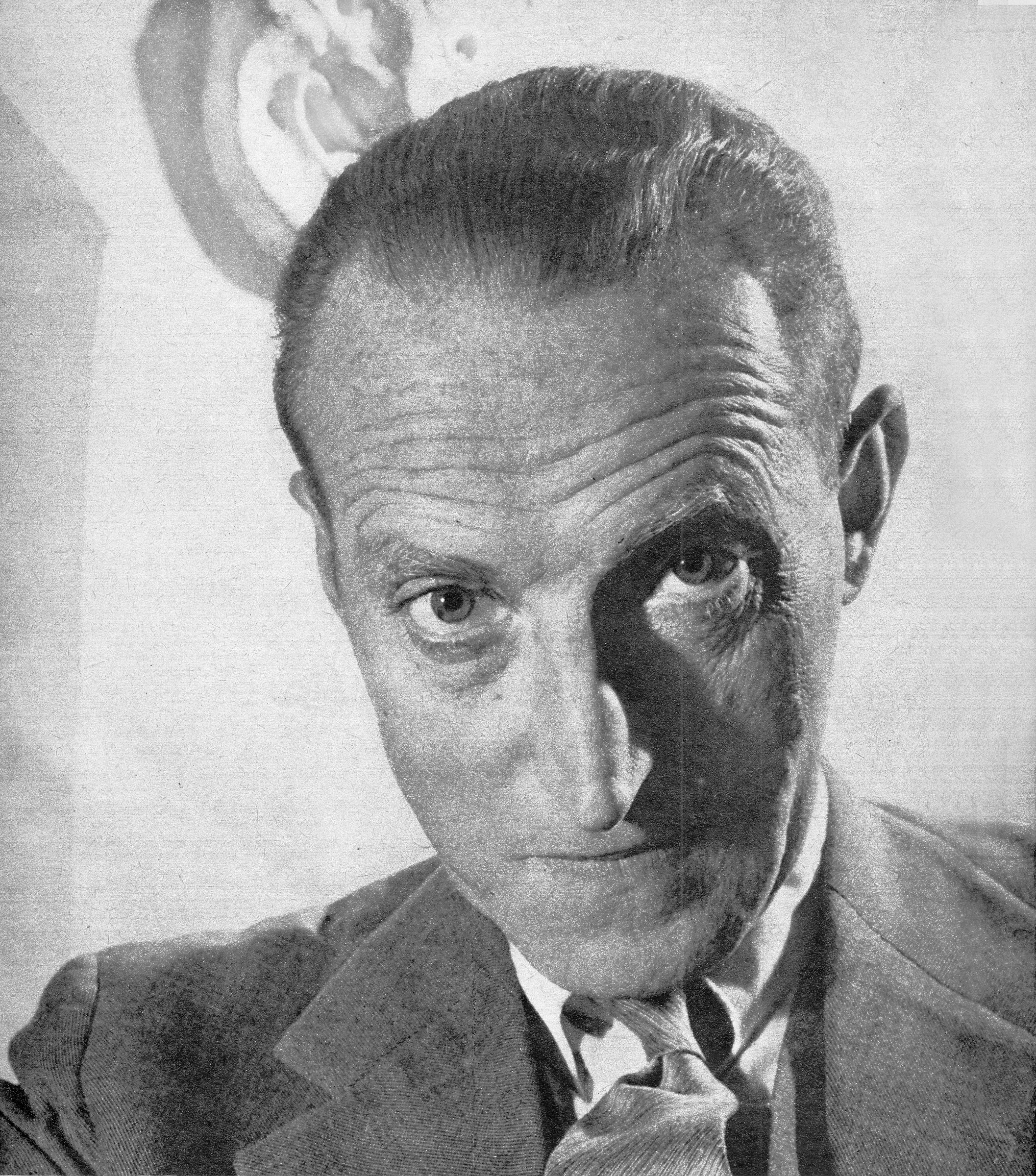
Kazimierz Rudzki – odtwórca roli Turka

Akcja drugiej noweli rozgrywa się w położonym u podnóża Alp niemieckim oflagu, do którego pod koniec 1944 roku przybywa nowa grupa uwięzionych oficerów polskich. Wśród nich znajdują się porucznik Kurzawa i podporucznik Szpakowski (wśród więźniów przewija się także major Grzmot, znany z pierwszej noweli, lecz nie staje się on bohaterem tej części filmu). Dzięki respektowaniu przez Niemców konwencji genewskich więźniowie mają tu nie najgorsze warunki. Trafiają do wspólnego pokoju z więźniami pojmanymi pięć lat wcześniej we wrześniu 1939 roku: Mariankiem, Korwinem-Makowskim, Dąbeckim, Krygerem, Żakiem i Turkiem. Tworzy się tu polska mikrospołeczność, której ton nadaje Korwin-Makowski. Narzuca współlokatorom kult oficerskiego honoru i woli walki. Refleksja religijna to domena Marianka, życie gospodarcze społeczności – Krygiera. Turek jest typowym intelektualistą i outsiderem. W opozycji do grupy stoi porucznik Żak. Mimo miłego przywitania nowo przybyłych, szybko okazuje się, że atmosfera wśród więźniów jest nie najlepsza. Najgorzej w towarzystwie czuje się Żak, który, pragnąc samotności, marzy o areszcie w izolatce. W skrzynce po dostawach Czerwonego Krzyża stworzył sobie pracownię, w której przebywa całymi dniami. Turek natomiast sypia za dnia, a aktywne życie prowadzi nocami, aby uniknąć kontaktu z nielubianymi współwięźniami. Wszyscy wspominają porucznika Zawistowskiego, który jako jedyny, nieznanym innym więźniom sposobem, uciekł z obozu. Kurzawa wkrótce odkrywa jednak, że porucznik Zawistowski, którego ucieczka urosła już do rangi mitu, wciąż przebywa w obozie i ukrywa się na poddaszu. Opiekują się nim Marianek i Turek, nocami dostarczając mu żywność i leki.
Porucznik Żak szuka wciąż sposobu odcięcia się od współwięźniów, ryzykując życie, postanawia sam wymknąć się z obozu, co udaje mu się dzięki podstępowi odwrócenia uwagi straży przez dwóch innych więźniów, symulujących bójkę. Zostaje jednak szybko ujęty i powraca do oflagu. Nie chce przyjąć szacunku innych oficerów, którzy teraz odkrywają w nim człowieka honoru. Jeszcze raz ryzykuje swoim życiem: mimo ogłoszonego alarmu lotniczego wychodzi na spacerniak, wskutek czego zostaje zastrzelony przez wachmana. Ukrywający się Zawistowski widzi to z okna poddasza, tej nocy jego opiekunowie odnajdują go martwego, najprawdopodobniej popełnił samobójstwo. Turek, narażając się na karę ze strony hitlerowców, informuje ich o fakcie śmierci oficera. Dzięki temu zwłoki zostają usunięte bez wiedzy i udziału innych więźniów. Legenda ucieczki Zawistowskiego trwa nadal.

### Niewłączona nowela:Con bravura
Zimą podczas II wojny światowej do Zakopanego przyjeżdża zakonnica. W korytarzu w wagonie mija ją kurier tatrzański Andrzej, z którym wysiada na tej samej stacji. Zakonnica okazuje się konspiratorką, która próbuje nawiązać kontakt z łącznikami, podając tajne hasło: „białe gołębie”. W obawie przed represjami ze strony Gestapo nikt jednak nie wyraża chęci udzielenia jej pomocy. Kobieta udaje się do jednej z zakopiańskich willi, gdzie również próbuje nawiązać kontakt. Wpada tam jednak w zasadzkę zastawioną przez Niemców, którzy zatrzymują ją oraz śledzącego ją Andrzeja. Obojgu udaje się uciec. Trafiają do szałasu, gdzie mieści się siedziba kurierów. Wówczas zakonnica przedstawia się Andrzejowi jako Katarzyna. Oboje spędzają ze sobą noc, jednak gdy mężczyzna budzi się rano, nie dostrzega już Katarzyny. Andrzej nawiązuje kontakt z oddziałem partyzanckim, gdzie dowiaduje się, że „białe gołębie” są hasłem kurierów, którzy przez granicę przedostają się na Węgry. Andrzej, wiedząc, że Węgry zostały już zajęte przez Niemców, nie ma już jednak możliwości ostrzeżenia Katarzyny.

## Obsada
Źródło: FilmPolski.pl
| Scherzo alla polacca - Edward Dziewoński – Zdzisław Górkiewicz ps. „Dzidziuś” - Ignacy Machowski – major AK ps. „Grzmot" - Leon Niemczyk – węgierski oficer Istvan Kolya - Tomasz Zaliwski – adiutant węgierskiego generała - Barbara Połomska – Zosia Górkiewicz - Kazimierz Opaliński – komendant Mokotowa - Zofia Czerwińska – telefonistka Lola ps. „Jagódka” - Roman Wilhelmi – powstaniec warszawski - Michał Szewczyk – powstaniec warszawski - Stanisław Bareja – powstaniec warszawski - Eleonora Lorentz – baba z żelastwem - Bogdan Baer – węgierski oficer - Emil Karewicz – powstaniec przesłuchujący Dzidziusia - Roman Hubczenko - Tomasz Lengren – harcerz - Jerzy Felczyński - Zygmunt Listkiewicz – kapral prowadzący musztrę | Ostinato – lugubre - Henryk Bąk – porucznik Krygier - Mariusz Dmochowski – porucznik Korwin-Makowski - Roman Kłosowski – podporucznik Szpakowski - Bogumił Kobiela – podporucznik Dąbecki - Tadeusz Łomnicki – porucznik Zawistowski - Kazimierz Rudzki – podporucznik Turek - Józef Kostecki – porucznik Żak - Józef Nowak – porucznik Kurzawa - Wojciech Siemion – porucznik Marianek | Con bravura Ponieważ poza planszą tytułową nowela pozbawiona jest jakichkolwiek napisów zidentyfikowanie pełnej obsady jest niemożliwe . - Tadeusz Janczar – Andrzej, kurier tatrzański - Teresa Szmigielówna – zakonnica Katarzyna - Witold Pyrkosz – muzyk Kardas - Roman Polański – kolędnik - Mieczysław Waśkowski – kurier grający w karty - Julian Dziedzina – gestapowiec - Henryk Bąk – major w oddziale partyzantów w Tatrach |

## Powstanie i dystrybucja filmu

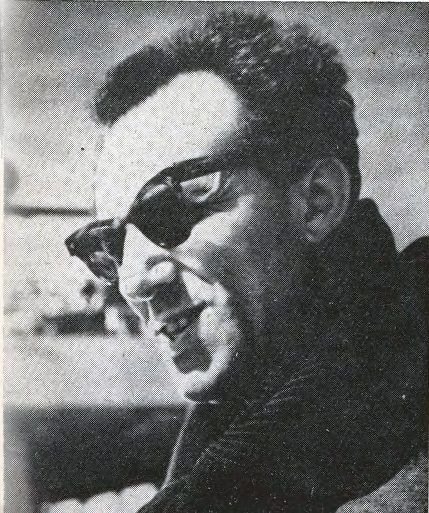
Andrzej Munk, reżyser filmu

Ukończywszy Człowieka na torze, Munk postanowił zrealizować film lżejszy gatunkowo. Scenarzysta Człowieka na torze, Jerzy Stefan Stawiński, nie stworzył jednak dla niego scenariusza planowanej komedii rozgrywającej się w szkole baletowej dla dziewcząt, zamiast tego napisał cykl opowiadań wojennych. Początkowo Munk miał reżyserować film Kanał według Stawińskiego, wycofał się jednak, gdyż stwierdził, że kręcenie w ciemności panującej w kanałach byłoby zbyt trudne. Filmową adaptacją tej historii zajął się Andrzej Wajda, który nakręcił w 1956 roku film Kanał, mający po długiej postprodukcji premierę w kwietniu 1957 roku. Munk natomiast przymierzał się do realizacji filmu poświęconego zjawisku bohaterstwa:

Na koncepcji Eroiki zaważył konkretny, niedawny fakt historyczny – przekształcania się tradycyjnego, irracjonalnego bohaterstwa w bohaterstwo racjonalne, mądre, opanowane. Myślę, rzecz jasna, o wydarzeniach naszego Października.

Munk wybrał jako materiał literacki trzy opowiadania Stawińskiego: Węgrzy, Ucieczka i Zakonnica. Literaccy Węgrzy ukazali się na łamach „Po Prostu” jeszcze w 1956 roku, a od późniejszej filmowej noweli opowiadanie różniło się szczegółami. Dzidziuś Górkiewicz przedtem nazywał się Borkiewiczem, a Stawiński charakteryzował go jako młodego, ponaddwudziestoletniego mężczyznę. Tymczasem Munk w roli Dzidziusia obsadził mającego blisko 40 lat, a więc dojrzałego, Edwarda Dziewońskiego. Reżyser wprowadził również zmiany w noweli Ucieczka, w której wątek Zawistowskiego był bardziej wyeksponowany aniżeli w późniejszej filmowej wersji, kładącej nacisk na postać Turka. Tego zaś miał zagrać Kazimierz Rudzki, debiutant, którego rolę uwiarygodniała wojenna biografia. Rudzki był jeńcem hitlerowskiego oflagu Woldenberg C, gdzie organizował jeniecki teatr. Zakonnica została ukończona jeszcze w grudniu 1956 roku przez Stawińskiego na życzenie samego Munka, który potrzebował kobiety do planowanego tryptyku.
Pod koniec grudnia 1956 roku Munk przekazał kierownictwu Zespołu Filmowego „Kadr” gotowy scenariusz Eroiki, który natychmiast skierowano do realizacji. W lutym 1957 roku ekipa filmowa udała się do Zakopanego, zaczynając realizację Eroiki od noweli Zakonnica. Zdjęcia do Con bravury powstały na dworcu kolejowym w Zakopanem, w Kuźnicach (stacja kolejki linowej) i na Kasprowym Wierchu. Następnie rozpoczęto prace nad nowelą Ostinato – lugubre, realizując sceny plenerowe w Dzierżoniowie, po czym ekipa filmowa przeniosła się do łódzkiego atelier. Kręcąc Scherzo alla polacca, Munk wykorzystał plenery w Dolnym Mokotowie i pod Konstancinem. Operatorem zdjęć był Jerzy Wójcik, który do kręcenia ujęć użył świeżo sprowadzonych z Zachodu kamer Super Pravo i Éclair, umożliwiających twórcom posłużenie się hiperfokalną głębią ostrości oraz zastosowanie dźwięku o poszerzonej przestrzeni akustycznej. W filmie zastosowano (pierwszy raz w historii polskiej kinematografii) kaszetowany format obrazu 1,66:1, poszerzony w stosunku do standardowego 1,37:1 . Docelowy efekt pracy Wójcika miał przypominać Obywatela Kane’a (1941) Orsona Wellesa, toteż operator mierzył się z ogromnym wyzwaniem inscenizacyjnym. Dzięki efektownej współpracy z Munkiem i scenografem Janem Grandysem Wójcik mógł jednak uznać po latach, że był zadowolony z końcowego rezultatu. Grandys z kolei na użytek filmu zbudował zarówno funkcjonalne dekoracje w łódzkim atelier, jak i przerobił istniejące obiekty w plenerach (np. baraki świniarni w Dzierżoniowie – na filmowy obóz jeniecki). Kostiumy do Eroiki opracowała Alicja Waltoś.
Niezadowolony z artystycznej formy Con bravury, Munk zdecydował się ją pominąć w ostatecznej wersji filmu. Postprodukcją filmu zajął się inżynier Bohdan Jankowski, którego Munk szczegółowo instruował w kwestii pożądanego przezeń podkładu dźwiękowego. Premiera Eroiki, składającej się tylko z dwóch części, odbyła się 4 stycznia 1958 roku. Premiera wydania DVD filmu miała miejsce 24 stycznia 2005 roku w ofercie dystrybutora Best Film. Con bravura pokazana została po raz pierwszy w 1972 roku w telewizyjnym cyklu Stanisława Janickiego W starym kinie . 10 października 2011 roku w warszawskim kinie Kultura odbyła się premiera cyfrowo zrekonstruowanej wersji Eroiki.

### Muzyka
Ścieżkę muzyczną do Eroiki opracował kompozytor i dyrygent Jan Krenz. Aranżacja muzyczna Krenza była dopasowana do każdej z nowel. O ile klamra kompozycyjna Scherza alla polacca zawiera dźwięk trąbki wojskowej przetykany ksylofonem, o tyle nowela Ostinato – lugubre rozpoczyna się i kończy połączonymi dźwiękami werbli oraz fortepianu. Muzyka Krenza wprawdzie była oszczędnie wkomponowana w całość utworu, jednak Iwona Sowińska w analizie Eroiki zwróciła uwagę na zastosowanie przez Munka i Krenza chwytu „konsekwentnie odwróconego porządku”. Pod względem muzycznym, jak twierdziła Sowińska, „progresywność symfonii Beethovena zderza się z regresywnością swego późnego echa”.

## Analizy i interpretacje

### Eroicagłosem w dyskusji o bohaterstwie
Tytuł filmu Eroica, czyli „bohaterska”, to aluzja do przydomka III Symfonii Es-dur Ludwiga van Beethovena, w zamierzeniu dedykowanej Napoleonowi i podejmującej temat bohaterstwa. Podtytuł dyptyku Munka brzmi: Symfonia bohaterska w dwóch częściach. Początkowo film miał się składać z trzech części i byłoby to zgodne z definicją gatunkową symfonii, na którą składają się zazwyczaj trzy lub cztery części. Poprzez usunięcie trzeciej noweli tytuł filmu zyskał na ironicznej wymowie, gdyż sugeruje widzowi, że bohaterska kompozycja jest niepełna, zawiera pewną lukę, dysonans. W odróżnieniu od dzieła kompozytora, emocjonalny rozwój filmu był odwrotny – zamiast rosnącej heroicznej tonacji, reżyser nadał swej „symfonii bohaterskiej” odmienną wizję.
Bohaterstwo to dyskutowany w filmie stereotyp narodowy. Pierwsza część filmu – w tonacji dzieła komediowa – jest polemiką z mitem bohaterskiego powstańca, druga – znacznie bardziej poważna – demitologizuje obraz bohaterskiego środowiska polskich oficerów , którzy „łączność z sąsiednią dzielnicą [...] nawiązują za pośrednictwem Londynu”. Choć film pokazuje bohaterstwo w zupełnie niestereotypowy sposób, nie jest to jednak film antybohaterski:

W „Eroice” nigdzie nie mówi się źle o bohaterach, nawet jeśli ich czyny są irracjonalne, pokazani oni są zawsze z sympatią, z sentymentem. Wykazaliśmy jedynie nieprzydatność tego typu manifestacji w konkretnych sytuacjach.

W obu nowelach główny bohater jest zdystansowany wobec rzeczywistości: Dzidziuś realizuje swoją misję niechętnie, Turek odsuwa się od zbiorowości więźniów. Jednak finał jednej i drugiej historii pokazuje, że bohaterowie zachowują lojalność wobec grupy, uważają, iż trzeba działać dla wspólnego dobra. Górkiewicz mimo wahania powraca do walczącej Warszawy, natomiast Turek, ryzykując własne życie, podtrzymuje potrzebny więźniom mit ucieczki Zawistowskiego i zgłasza strażnikom obozu, że na poddaszu znajduje się martwe ciało. Niemcy dyskretnie usuwają zwłoki i w ten sposób legenda zostaje ocalona. Osoby, po których nikt by się tego nie spodziewał, okazują się zdolne do poświęceń. Bohaterami okazują się zwykli ludzie, którzy wielkich czynów dokonują po cichu, bez zbędnego patosu. Reżyser stawia wobec tego pytanie, czy bohaterstwo wynika z określonej postawy życiowej, czy też jest rezultatem spontanicznej decyzji.

### Heroizm Dzidziusia Górkiewicza
Krytycy filmowi szczególnie dużo miejsca poświęcili postawie głównego bohatera pierwszej noweli.
Szczegółową analizę postaci Dzidziusia przeprowadził Aleksander Jackiewicz. Dzidziuś Górkiewicz, to cywil, reprezentant ludzi obojętnych na losy powstania, zainteresowany przede wszystkim swoim przetrwaniem. Pierwsze ujęcie pokazuje bohatera z tyłu jako postać anonimową, everymana. On pierwszy dostrzega podczas musztry nadlatujący niemiecki samolot i wszczyna alarm. Zaraz potem, gdy dowiaduje się, że musztra nie ma głębszego sensu, podejmuje decyzję o dezercji („Kłaść głowę za musztrę! Pryskam. Cześć”). Pragnie uciec z Warszawy do lepszego świata. Choć później zgadza się pośredniczyć w negocjacjach pomiędzy powstańcami a Węgrami, traktuje to raczej jako dobry interes i nowe wyzwanie, a nie jako patriotyczną powinność. W scenie rozmowy Dzidziusia z komendantem Mokotowa skontrastowanie dwóch charakterów uwypukla cechy postaci: komendant reprezentuje rzeczywistość bohaterską, Dzidziuś – realistyczną.
Dzidziuś, choć podejmuje się patriotycznej misji, wciąż zachowuje pozę cwaniaka, z opresji wymiguje się w zupełnie nieheroiczny sposób – łapówkami ze złotych pięciorublówek. Co prawda podejmuje się misji pośredniczenia między powstańcami a Węgrami, wciąż jednak pozostaje sobą, miejskim andrusem. Widać to, gdy wdaje się w romans z powstańczą telefonistką, upija się z nią znaleźnym winem, a potem rusza w samo serce heroicznej walki. W przesyconych groteską scenach jest zarazem pijakiem zabłąkanym na polu bitwy i posłańcem ważnej wiadomości dla czekających za miastem Węgrów. Biegający wokół partyzanci ignorują go, zajęci swoją walką, do której Dzidziuś ani nie należy, ani nie pretenduje.
Gdy pijany bohater moczy nogi w gliniance, z tyłu zajeżdża mu drogę niemiecki czołg. Przestraszony Dzidziuś wyrzuca w stronę nieprzyjaciela pustą butelkę po wypitym winie w geście, który jest trawestacją obrazu powstańców idących z butelkami na czołgi. Pseudopowstaniec zostaje wyśmiany przez Niemców, jego upokorzenie wzrasta jeszcze, gdy – przestraszony wystrzałem – wpada do bajora, w którym moczył nogi. Stylizacja na groteskowego powstańca powtarza się, gdy nieprzytomny z przepicia Dzidziuś powraca na wozie do Zalesia. Ten obraz budzi skojarzenia z wizerunkami martwych lub rannych powstańców, powracających w stereotypowych wyobrażeniach w ten sposób do domu. Jego żona, również myśląc, że stało się najgorsze, rzuca się zrozpaczona w stronę wozu. Tymczasem Dzidziuś śpi, zmorzony po pijackiej przygodzie.
W finale opowieści Górkiewicz powraca do punktu wyjścia, deklarując niechęć do udziału w walkach. Jednak po chwili, gdy zostaje sam na sam z żoną, zmienia nagle zdanie. Biegnie za majorem Grzmotem i razem ruszają do walczącej Warszawy. Zdaniem Jackiewicza Dzidziuś jest syntezą wyidealizowanego heroizmu i realistycznego zdroworozsądkowego spojrzenia na świat. Pokazuje, że narodowy mit jest wszechogarniający. Bohater stara się myśleć racjonalnie, działać, ostatecznie staje się prawdziwym, ale tragicznym bohaterem.
Inni krytycy uzupełniają te konkluzje. Andrzej Bukowiecki stwierdza, że w Górkiewiczu nie ma nic z typowego bohatera-patrioty. Już samo imię brzmi groteskowo . Zdaniem Stanisława Ozimka postać Dzidziusia Górkiewicza „kłóci się z obiegowymi wyobrażeniami, wzorcami charakteru i atrybutów powstańczego bohatera”. Bronisława Stolarska uważa, że Munk świadomie wykorzystuje synonimiczność słów „postać” i „bohater”, aby grać ich niejednoznacznością. Jej zdaniem Dzidziuś jest postacią paraboliczną, która jak Hermes (bóg kupców, podróżnych, ale także złodziei) pragnie bezpieczeństwa – zaleskiej Arkadii, a wartością jest dla niego życie. W obliczu Apokalipsy radzi sobie nieudolnie i naiwnie i choć jest „nieśmiertelny”, to nie jest wolny od śmieszności. Jego powrót do Warszawy, rozpatrywany w tym kontekście, wiąże się z odprowadzaniem dusz zmarłych, jakie czekają na niego w zniszczonym mieście. Ale też, zdaniem filmoznawczyni, prawo do powrotu do Arkadii (a zarazem przymierze człowieka z życiem) można zdobyć jedynie w walce, więc udział w powstaniu to jego świadomy wybór etyczny.

### Prawda podporucznika Turka
Bronisława Stolarska twierdzi, że zło w Eroice ma charakter totalny, pozbawiając człowieka wolności. Uwięzieni w oflagu tracą poczucie czasu, nie interesuje ich już ani przeszłość ani przyszłość, jedyne co jeszcze wzbudza emocje wśród nich to kwestia ucieczki z obozu. Legendę rzekomo udanej ucieczki Zawistowskiego podtrzymuje intelektualista Turek. Broni jej zarówno wtedy, gdy porucznik Zawistowski ukrywa się na strychu, jak i po jego śmierci. Kapłan idei, niosący pokrzepienie serc, zostaje jednak poddany (wraz z dwiema osobami dopuszczonymi do sekretu) oddziaływaniu wyzwalającej prawdy. Tą prawdą jest świadomość, że nic nie było daremne – ostatnim terenem do zawładnięcia jest bowiem wewnętrzna sfera wolności każdego człowieka, będąca źródłem zarówno zła i dobra. Tadeusz Lubelski zauważa, że „honoru polskiego oficera”, który zdołał uciec z obozu, broni sceptyk, izolujący się od grupy – Turkowi ta mitologia jest najbardziej obojętna, a mistyfikację organizuje z poczucia przyzwoitości, dla podtrzymania morale społeczności. Finałowy obraz błędnego koła po tym, jak Niemcy wywożą ukryte zwłoki Zawistowskiego, filmoznawca rozpatruje w kontekście problemu zbiorowego zniewolenia.

### Kwestia prawdy historycznej
Zdaniem historyk Danuty Kisielewicz druga nowela Eroiki „przedstawia subiektywny, fragmentaryczny obraz rzeczywistości obozowej, nie ukazuje wszystkich aspektów życia jeńców: kar stosowanych przez niemiecką załogę obozową, konspiracyjnych przedsięwzięć oficerów, działalności kulturalno-oświatowej, różnych form pomocy koleżeńskiej itp. Skupia się natomiast na psychologicznym i socjologicznym aspekcie życia jeńców w niewoli”. Według socjolog Anny Matuchniak-Mystkowskiej pierwowzorem porucznika Zawistowskiego był kapitan Edward Mamunow, ukrywający się pomiędzy lipcem 1940 a majem 1941 roku w oflagu VII A Murnau. Przyczyna, dla której Mamunow się ukrywał przed Niemcami, była jednak natury osobistej. Jako wykonawca wyroku na trzech niemieckich jeńcach za zbrodnie wojenne podczas kampanii wrześniowej, sam po pojmaniu przez Niemców został skazany na śmierć, lecz zdołał znaleźć kryjówkę i dzięki pomocy polskich jeńców pozostawał niewykryty do momentu, gdy w jego kryjówce wybuchł pożar; wówczas Mamunow popełnił samobójstwo przez powieszenie. Jak podkreślała Matuchniak-Mystkowska, warunki życia w hitlerowskich obozach jenieckich były faktycznie znacznie gorsze aniżeli przedstawił to Munk w noweli Ostinato – lugubre.

## Odbiór

### Krytyka filmu
Eroica po premierze spotkała się w prasie polskiej z licznymi oskarżeniami. Przeważnie nie kwestionowano walorów artystycznych filmu Munka, ale postać defetysty Dzidziusia Górkiewicza oraz małostkowość polskich jeńców podważały kultywowany w polskiej kulturze mit bohaterstwa. Dlatego nie brakowało głosów zarzucających reżyserowi zakwestionowanie postawy bohaterskiej . Zdaniem Andrzeja Bukowieckiego dzieło Munka znacznie dobitniej podważało bohaterski mit powstania warszawskiego aniżeli Kanał Wajdy, toteż było znacznie bardziej krytykowane przez recenzentów . Toteż, jak zauważył Jerzy Płażewski, na zjeździe filmowców w Pradze w 1958 roku Eroica była atakowana za „pesymizm i formalizm”, a rosyjski krytyk Rostisław Jureniew był oburzony tym, iż „pijak i cwaniak dołącza do powstania warszawskiego”. Część polskich recenzentów usiłowała jednak bronić Eroiki; zdaniem Aleksandra Jackiewicza film Munka „to dzieło skończone. Gęste, sprężone i dramatyczne aż do bólu”, a Bolesław Michałek opisał dzieło reżysera jako „utwór, który pobudza do myślenia, drażni, zmusza do zajęcia stanowiska”. Zbigniew Safjan na łamach „Ekranu” zapytywał retorycznie: „Czy ci, którzy oburzają się na Górkiewicza w Eroice, nie rozumieją, jak dalece jest ona komplementem dla polskiej psychiki narodowej?” .
Z bardziej zniuansowaną krytyką Eroica spotkała się w Czechosłowacji. Słowacki krytyk A. Fuchs w eseju z 1968 roku uznał dzieło Munka za rzeczowy, nie zaś „legendoburczy”, wywód na temat prawdziwego i fałszywego bohaterstwa. Czeski krytyk Jiři Cieslar w innym opracowaniu twórczości reżysera z 1981 roku docenił szczególnie nowelę Ostinato – lugubre, zauważając, że złem są w niej zarażeni nie tylko niemieccy żołnierze, ale również pozbawieni odwagi polscy jeńcy, kompromitujący wytworzoną przez siebie legendę. Z czasem również w Polsce pojawiło się więcej głosów poparcia dla Eroiki. W analizie filmu z 1984 roku Bożena Janicka uzasadniała burzliwą reakcję krytyków ich pragnieniem, żeby powstawało więcej dzieł bezkrytycznie podchodzących do powstańczej tradycji. W opinii Janickiej Eroica miała nieszczęście ukazać się zbyt wcześnie na ekranach kin, co zadecydowało o jej negatywnym odbiorze. Natomiast Ewelina Nurczyńska-Fidelska w biografii Munka podkreślała, że w istocie Eroica nie zrywa całkowicie z tradycją polskiego romantyzmu, lecz oferuje bardziej wyważone spojrzenie na powstanie warszawskie.
Za żelazną kurtyną Eroika została dobrze przyjęta. Gabriel Pearson z „Sight & Sound” uznał pierwszą nowelę za wyraźnie mniej spójną od drugiej, jednak docenił postać Górkiewicza jako „bliźniego, którego cyniczny brak poważania dla heroizmu i bomb, którego pijaństwo i tchórzostwo, troska tylko o własną skórę wydają się w szalonym świecie rodzajem zdrowego rozsądku”. Znacznie ciekawsza formalnie zdaniem Pearsona była część druga, w której uwidaczniał się munkowski heroizm żołnierzy podtrzymujących nierealny mit Zawistowskiego, „dojrzałych w swoim rozczarowaniu i przyzwoitości”. Pauline Kael stwierdziła, że „Munk był wystarczająco sarkastyczny, aby śmiać się z sentymentalnych mitów o odwadze, wojnie i życiu obozowym”, dzięki czemu zdaniem amerykańskiej krytyk „koszmar jego komedii szokuje nas nowatorską klarownością wizji”. Ernest Callenbach dla czasopisma „Film Quarterly” pisał, iż „podczas gdy pierwsza część Eroiki zachowuje trzeźwy, dokumentalny styl, drugą cechuje koszmarna intensywność obrazu”.
Współcześnie Eroica cieszy się opinią jednego z najważniejszych dzieł polskiej szkoły filmowej i polskiej kinematografii w ogóle . W retrospektywnej recenzji z 2014 roku Robert Birkholc pisał, iż „w «symfonii» reżysera [...] wzorowo zagrały wszystkie elementy: oscylujące między subiektywnością a obiektywnością [...] zdjęcia Jerzego Wójcika, muzyka Jana Krenza, scenariusz Jerzego Stefana Stawińskiego oraz kreacje wielkich polskich aktorów [...], którzy w precyzyjnie zaplanowaną strukturę potrafili wnieść życie, bezpośredniość i naturalność” .
Ewa Mazierska w rozdziale pracy The Cinema of Central Europe podkreśliła, że w istocie obaj czołowi przedstawiciele polskiej szkoły filmowej – Wajda i Munk – nie różnili się aż tak bardzo w podejściu do powstania, a przyglądając się bliżej Eroice i Kanałowi, można znaleźć więcej znaczących podobieństw niż różnic: oba filmy wyrażają krytycyzm co do idei polskiego świętego obowiązku bycia herosem a obaj reżyserzy wykazują zrozumienie i sympatię dla skazanych na przegraną bohaterów.

### Nagrody i festiwale
- 1959 – Mar Del Plata (MFF) – nagroda dla najlepszego filmu;
- 1959 – Mar Del Plata (MFF) – nagroda FIPRESCI;
- 1959 – Mar Del Plata (MFF) – nagroda za scenariusz dla Jerzego Stefana Stawińskiego;
- 1959 – Syrenka Warszawska – nagroda Klubu Krytyki Filmowej SDP za rok 1958 dla Andrzeja Munka w kategorii filmu fabularnego[6].

Amerykański reżyser Martin Scorsese uznał Eroikę za jedno z arcydzieł polskiej kinematografii i wytypował ją w 2014 roku do prezentacji w Stanach Zjednoczonych oraz Kanadzie w ramach festiwalu polskich filmów Martin Scorsese Presents: Masterpieces of Polish Cinema.

### Nawiązania
Na wizję powstania warszawskiego w Eroice konstruktywnie odpowiedział Wajda, tworząc w 1958 roku Popiół i diament.
Do poglądu przedstawionego przez Munka w Eroice nawiązał w 1961 roku Kazimierz Kutz w filmie wojennym Ludzie z pociągu, gdzie tłum czekający na pociąg zostaje poddany próbie, a wtedy okazuje się, kogo stać na „bohaterskie” zachowanie.
W 1993 roku Kutz nakręcił film Straszny sen Dzidziusia Górkiewicza, który jest kontynuacją losów bohatera noweli Scherzo alla polacca; Dzidziuś Górkiewicz jest już emerytem, mieszkającym wraz z wnuczką w podwarszawskim miasteczku. W snach powracają do niego wydarzenia minionej wojny. Scenariusz stworzył, jak w Eroice, Jerzy Stefan Stawiński, a w rolę Dzidziusia ponownie wcielił się Edward Dziewoński.